# Jean-Guy Fechner
Pour les articles homonymes, voir Fechner.
Jean-Guy Fechner, né le 2 mars 1947 à Agen, est un acteur, humoriste, compositeur, batteur et producteur français. Il est le frère du producteur Christian Fechner et le père du producteur Sébastien Fechner. Il a été membre des Charlots de juin 1966 à juin 1976 et de 2014 à nos jours.

## Biographie
Alors que le groupe musical les Problèmes est sur le point de devenir définitivement Les Charlots, Donald Rieubon, le batteur, quitte l'ensemble. Christian Fechner, manager du groupe à cette époque, engage son frère Jean-Guy pour le remplacer.
Jean-Guy fait partie des Charlots jusqu'au tournage du film Bons baisers de Hong Kong lorsque, d'un commun accord, Christian Fechner et Les Charlots décident en 1976 de mettre un terme à leur contrat.
Après sa séparation du groupe, il travaille aux Studios Fechner auprès de son frère.
Il supervise la campagne publicitaire des Bronzés 3, ainsi que le marketing d'autres productions de son frère.
En 2005 il participe à La Douce Folie des bidasses, un reportage de David Dessites sur les Charlots.
En 2008, il est invité avec les autres Charlots à l'émission Vivement dimanche de Michel Drucker.
En février 2013, il participe au premier festival consacré aux Charlots, en compagnie de Jean Sarrus et de Richard Bonnot. Cet événement exceptionnel s'est tenu à Trazegnies en Belgique. Il participe aussi au second festival consacré aux Charlots, en avril 2014, en présence de Jean Sarrus, et Richard Bonnot, il a chanté à cette occasion une reprise de l'apérobic avec le groupe liégeois « Les Gauff' ». Il n'était plus remonté sur scène depuis près de 40 ans et jamais en trio.
En mai 2016, Les Charlots sont de retour sur scène en public à l'occasion de leurs 50 ans de carrière. Jean Sarrus, Jean-Guy Fechner et Richard Bonnot effectuent une série de concerts. Quelques dates clés : Mondorf-les-Bains, Francofolies de Spa, Perwez pour le beau vélo de Ravel sur la RTBF et le festival du rire de Rochefort (en mai 2017).

## Filmographie

### Comme acteur
- 1970 : La Grande Java de Philippe Clair : Jean-Guy
- 1971 : Les Bidasses en folie : de Claude Zidi : Jean-Guy
- 1972 : Les Fous du stade de Claude Zidi : Jean-Guy
- 1972 : Les Charlots font l'Espagne de Jean Girault : Jean-Guy
- 1973 : Le Grand Bazar de Claude Zidi : Jean-Guy
- 1973 : Je sais rien, mais je dirai tout de Pierre Richard : un soldat (Caméo)
- 1974 : Les Bidasses s'en vont en guerre de Claude Zidi : Jean-Guy
- 1974 : Les Charlots en folie : À nous quatre, cardinal ! d'André Hunebelle : Grimaud
- 1974 : Les Quatre Charlots mousquetaires d'André Hunebelle : Grimaud
- 1975 : Bons baisers de Hong Kong d'Yvan Chiffre : Jean-Guy
- 1975 : Trop c'est trop de Didier Kaminka : Jean-Guy (Caméo)
- 1993 : Justinien Trouvé ou le Bâtard de Dieu de Christian Fechner : le Miséricordieux
- 1995 : Élisa de Jean Becker : Le médecin légiste (Caméo)
- 2004 : Le Carton de Charles Nemes (Caméo)
- 2008 : Skate or Die de Miguel Courtois (Caméo)
- 2011 : Au bistro du coin de Charles Nemes: Le client du pressing (Caméo)
- 2013 : Les Charlots Intime : Jean Guy (documentaire)

### Télévision
- 1969 : L'homme qui venait du Cher (émission télévisée) : Jean-Guy
- 1970 : Un incertain sourire de Robert Bober
- 1970 : Les Saintes chéries de Jean Becker, épisode : Ève et son premier client
- 1971 : A Bout Portant les Charlots (émission télévisée) : Jean-Guy
- 1972 : Samedi soir (émission télévisée) (2 Épisode) : Jean-Guy
- 1972 : Cadet Rousselle (émission de télévision) : Jean-Guy
- 1976 : Système 2 (émission télévisée) : Jean-Guy
- 1966 à 1976  : Il a tourné une centaine d'émission des Charlots
- 1988 : Sueurs froides (série télévisée) épisode: Le Chat et la souris d'Hervé Palud : Un policier
- 2005 : La douce folie des bidasses  : Jean-Guy
- 2008 : Vivement dimanche : Jean-Guy
- 2011 : Histoire de cinéma : Jean-Guy, émission sur les Charlots
- 2012 : Un jour, un destin : Jean-Guy, émission sur Louis de Funès

## Discographie
Pour sa discographie au sein des Charlots, voir Les Charlots de 1966 à 1976.

## Compositeur
- 1972 : Les fous du stade
- 1972 : Les Charlots font l'Espagne
- 1975 : Bons baisers de Hong Kong